# Koen Daniëls
Koen Daniëls (Beveren, 17 mei 1978) is een Belgisch Vlaams-nationalistisch politicus voor de Nieuw-Vlaamse Alliantie (N-VA) en burgemeester van Sint-Gillis-Waas.

## Levensloop
Daniëls behaalde in 2001 een master in de pedagogische wetenschappen aan de KU Leuven en een academische lerarenopleiding groep 2. Hij volgde in 2013 een managementopleiding aan de Vlerick Business School. 
Hij werkte twee jaar als wetenschappelijk medewerker aan het Centrum voor onderwijsbeleid- en vernieuwing van de Katholieke Universiteit Leuven en was vervolgens van 2003 tot 2009 leerkracht en stagebegeleider in het Technisch Instituut Sint-Carolus in Sint-Niklaas. Van 2009 tot 2014 was hij als raadgever onderwijs actief binnen de cel algemeen beleid van het politiek kabinet van viceminister-president Geert Bourgeois.
Bij de Vlaamse verkiezingen van 25 mei 2014 behaalde Koen Daniëls met 7.377 voorkeurstemmen het hoogste aantal stemmen bij de opvolgers als eerste opvolger op de Oost-Vlaamse N-VA-lijst. Doordat de N-VA-burgemeester van Sint-Niklaas, Lieven Dehandschutter, zijn mandaat niet opnam, werd hij midden juni 2014 voor de kieskring Oost-Vlaanderen lid van het Vlaams Parlement. Hij ging er zich vooral bezig met onderwijs en was van 2014 tot 2019 eerste ondervoorzitter van de commissie onderwijs. 
Bij de gemeenteraadsverkiezingen van oktober 2018 werd Daniëls verkozen tot gemeenteraadslid van Sint-Gillis-Waas. Zijn partij N-VA werd de grootste met 33 procent van de stemmen en Daniëls behaalde een recordscore van 2.350 persoonlijke voorkeurstemmen, maar belandde op de oppositiebanken.
Bij de verkiezingen van 26 mei 2019 werd hij vanop de derde plaats van de Oost-Vlaamse N-VA-lijst herkozen in het Vlaams Parlement met 19.256 voorkeurstemmen. Daniëls werd vast lid van de commissies onderwijs en welzijn en was van 2021 tot 2024 eerste ondervoorzitter van de commissie welzijn. Vanaf mei 2022 maakte hij als secretaris eveneens deel uit van het Bureau van het Vlaams Parlement. Ook was hij van 2021 tot 2022 eerste ondervoorzitter van de onderzoekscommissie naar het PFAS-PFOS-schandaal in Zwijndrecht, waar de multinational 3M grote hoeveelheden van deze toxische stof via lucht had uitgestoten. Nadien was Daniëls van april tot juli 2022 voorzitter van de onderzoekscommissie naar de veiligheid in de kinderopvang, die werd geïnstalleerd na het overlijden van een peuter in een kinderopvang met een negatieve reputatie die onvoldoende was opgevolgd door de bevoegde diensten.
Bij de Vlaamse verkiezingen van 9 juni 2024 werd Daniëls opnieuw vanaf de derde plaats van de Oost-Vlaamse N-VA-lijst verkozen voor een derde termijn als Vlaams Parlementslid. Hij werd vervolgens weer aangesteld tot secretaris in het Bureau van de assemblee en bekleedde deze functie tot januari 2025. Ook werd hij eerste ondervoorzitter in de commissie Onderwijs.
Bij de verkiezingen van oktober 2024 werd N-VA opnieuw de grootste partij in Sint-Gillis-Waas. De partij wist ditmaal 43,5 procent van de kiezers in de gemeente te overtuigen en vormde een coalitie met MeerdanGroen. Daniëls verbeterde daarbij zijn recordscore van 2018 met nog eens 1.200 stemmen en behaalde nu 3.530 voorkeurstemmen, bijna duizend stemmen meer dan de uittredende burgemeester.  Met een zogenaamde penetratiegraad van 34,4%, stemde meer dan 1 op de 3 kiezers op Daniëls in Sint-Gillis-Waas. Sinds december 2024 is Daniëls burgemeester van Sint-Gillis-Waas.
Hij is gehuwd en heeft twee kinderen.